# Сіетл Маринерс
«Сіетл Маринерс» (англ. Seattle Mariners) — бейсбольна команда з міста Сіетл (штат Вашингтон). Заснована у 1977 році. Команда — член Західного дивізіону, Американської бейсбольної ліги, Головної бейсбольної ліги.
Домашнім полем для «Маринерс» є Сафеко Філд.
«Сіетл Маринерс» жодного разу не вигравали Світову серію.